# Discografia di Helena Paparizou
Questa pagina contiene la discografia di Helena Paparizou.

## Album

### Album in studio
| Album                                                                                 | Posizioni massime in classifica | Posizioni massime in classifica |
| Album                                                                                 | GRC                             | SWE                             |
| ------------------------------------------------------------------------------------- | ------------------------------- | ------------------------------- |
| Protereotita - Pubblicazione: 27 giugno 2004 - Etichetta: Sony Music/Columbia         | 1                               | -                               |
| My Number One - Pubblicazione: 17 maggio 2005 - Etichetta: Bonnier Amigo              | 1                               | 13                              |
| Iparhi logos - Pubblicazione: 12 aprile 2006 - Etichetta: Sony BMG Greece/RCA         | 1                               | -                               |
| The Game of Love - Pubblicazione: 25 ottobre 2006 - Etichetta: Sony BMG Greece/RCA    | 1                               | 18                              |
| Vrisko to logo na zo - Pubblicazione: 12 giugno 2008 - Etichetta: Sony BMG Greece/RCA | 1                               | -                               |
| Giro apo t'oneiro - Pubblicazione: 28 marzo 2010 - Etichetta: Sony BMG Greece/RCA     | 1                               | -                               |
| Ti ora tha vgoume? - Pubblicazione: 3 giugno 2013 - Etichetta: EMI Music Greece       | 1                               | -                               |
| One Life - Pubblicazione: 26 marzo 2014 - Etichetta: Capitol Music Group Sweden       | 3                               | 11                              |
| Ouranio toxo - Pubblicazione: 15 dicembre 2017 - Etichetta: EMI Music Greece          | 1                               | -                               |

### Raccolte
| Album                                                                                                 | Posizioni massime in classifica |
| Album                                                                                                 | GRC                             |
| --- | ------------------------------- |
| Greatest Hits & More - Pubblicazione: 23 maggio 2011 - Etichetta: Sony Music Greece/RCA               | 2                               |
| The Love Collection - Pubblicazione: 1º febbraio 2013 - Etichetta: Sony Music Greece/RCA              | -                               |
| Greatest Hits & Axento Remixes 2014 - Pubblicazione: 28 febbraio 2014 - Etichetta: Cosmos Music Group | -                               |

## Singoli

### Come artista principale
| Anno | Titolo                                       | Posizioni massime in classifica | Posizioni massime in classifica | Album di provenienza |
| Anno | Titolo                                       | GRC                             | SWE                             | Album di provenienza |
| ---- | -------------------------------------------- | ------------------------------- | ------------------------------- | -------------------- |
| 2003 | Anapandites kliseis                          | 1                               | -                               | Protereotita         |
| 2004 | Treli kardia                                 | 4                               | -                               | Protereotita         |
| 2004 | Antitheseis                                  | 5                               | -                               | Protereotita         |
| 2004 | Katse kala                                   | 3                               | -                               | Protereotita         |
| 2005 | Stin kardia mou mono thlipsi                 | 17                              | -                               | Protereotita         |
| 2005 | My Number One                                | 1                               | 1                               | My Number One        |
| 2005 | The Light in Our Soul                        | 2                               | 3                               | My Number One        |
| 2005 | A Brighter Day                               | -                               | 24                              | My Number One        |
| 2006 | Mambo!                                       | 1                               | 5                               | Iparhi logos         |
| 2006 | Iparhi logos                                 | 3                               | -                               | Iparhi logos         |
| 2006 | Gigolo                                       | 6                               | 11                              | Iparhi logos         |
| 2006 | An ihes erthi pio noris                      | 3                               | -                               | Iparhi logos         |
| 2006 | Heroes                                       | -                               | 1                               | The Game of Love     |
| 2007 | Teardrops                                    | 1                               | -                               | The Game of Love     |
| 2007 | Fos                                          | 1                               | -                               | Iparhi logos         |
| 2007 | Mazi sou                                     | 1                               | -                               | Iparhi logos         |
| 2007 | Min fevgeis                                  | 2                               | -                               | Iparhi logos         |
| 2007 | To fili tis zois                             | 1                               | -                               | Vrisko to logo na zo |
| 2008 | Porta gia ton ourano                         | 1                               | -                               | Vrisko to logo na zo |
| 2008 | I kardia sou petra                           | 1                               | -                               | Vrisko to logo na zo |
| 2008 | Pirotehnimata                                | 2                               | -                               | Vrisko to logo na zo |
| 2009 | Eisai i foni                                 | 40                              | -                               | Vrisko to logo na zo |
| 2009 | Tha mai allios                               | 2                               | -                               | Giro apo t'oneiro    |
| 2010 | An isouna agapi                              | 7                               | -                               | Giro apo t'oneiro    |
| 2010 | Psahno tin alitheia                          | 17                              | -                               | Giro apo t'oneiro    |
| 2010 | Girna me sto htes                            | 7                               | -                               | Giro apo t'oneiro    |
| 2011 | Baby It's Over                               | 1                               | -                               | Greatest Hits & More |
| 2011 | Oti niotho den allazi                        | 4                               | -                               | Greatest Hits & More |
| 2011 | Mr. Perfect                                  | 7                               | -                               | -                    |
| 2012 | Poios                                        | 11                              | -                               | -                    |
| 2013 | Poso m'aresei                                | 3                               | -                               | Ti ora tha vgoume?   |
| 2013 | Ena lepto                                    | 4                               | -                               | Ti ora tha vgoume?   |
| 2013 | De thelo allon iroa                          | 17                              | -                               | Ti ora tha vgoume?   |
| 2013 | Save Me (This Is an SOS)                     | 4                               | 25                              | One Life             |
| 2014 | Survivor                                     | -                               | 3                               | One Life             |
| 2014 | Don't Hold Back On Love                      | 67                              | -                               | One Life             |
| 2015 | Otan aggeli klene                            | 3                               | 8                               | Ouranio toxo         |
| 2015 | Angel                                        | 3                               | 8                               | Ouranio toxo         |
| 2016 | Misi kardia                                  | 25                              | -                               | Ouranio toxo         |
| 2016 | Fiesta                                       | 1                               | 20                              | Ouranio toxo         |
| 2016 | Agkaliase me                                 | 41                              | -                               | Ouranio toxo         |
| 2017 | Haide                                        | 1                               | 13                              | Ouranio toxo         |
| 2017 | An me deis na kleo (feat. Anastasios Rammos) | 1                               | 1                               | Ouranio toxo         |
| 2017 | Etsi ki etsi                                 | 3                               | -                               | Ouranio toxo         |
| 2018 | Kati skoteino                                | 2                               | -                               | -                    |
| 2018 | Hristougenna Xana/It Is Christmas            | 8                               | -                               | -                    |
| 2019 | Askopa xenihtia                              | 1                               | -                               | -                    |
| 2019 | Kalokairi kai pathos                         | 8                               | -                               | -                    |
| 2020 | Etsi ine i fasi (feat. Sakīs Rouvas)         | -                               | -                               | -                    |

### Come ospite
| Anno | Titolo                                                    | Posizioni massime in classifica | Album di provenienza |
| Anno | Titolo                                                    | GRC                             | Album di provenienza |
| ---- | --------------------------------------------------------- | ------------------------------- | -------------------- |
| 2007 | I zileia monaxia (con Nikos Aliagas)                      | 29                              | Rendez-vous          |
| 2008 | Mesa sou (con gli Stavento)                               | 1                               | Greatest Hits & More |
| 2010 | Fysika mazi (con i Playmen e gli Onirama)                 | 2                               | Greatest Hits & More |
| 2012 | All the Time (con i Playmen, RiskyKidd e Courtney Parker) | 2                               | Playbook             |
| 2012 | Lathos agapes (con Natasa Theodōridou)                    | 11                              | Stigmes              |
| 2013 | Stin akri tou kosmou (con gli Stavento)                   | 18                              | Stin akri tou kosmou |
| 2015 | Love Till It's Over                                       | 10                              | -                    |
| 2016 | You Are the Only One (con Sergej Lazarev)                 | -                               | -                    |
| 2017 | Fige (con Evridiki)                                       | -                               | 25 gia panta         |
| 2018 | Ola moiazoun kalokairi (con i Melisses)                   | 1                               | -                    |
| 2018 | Total Disguise (con Serhat)                               | 1                               | That's How I Feel    |